# クアドラトゥーラ

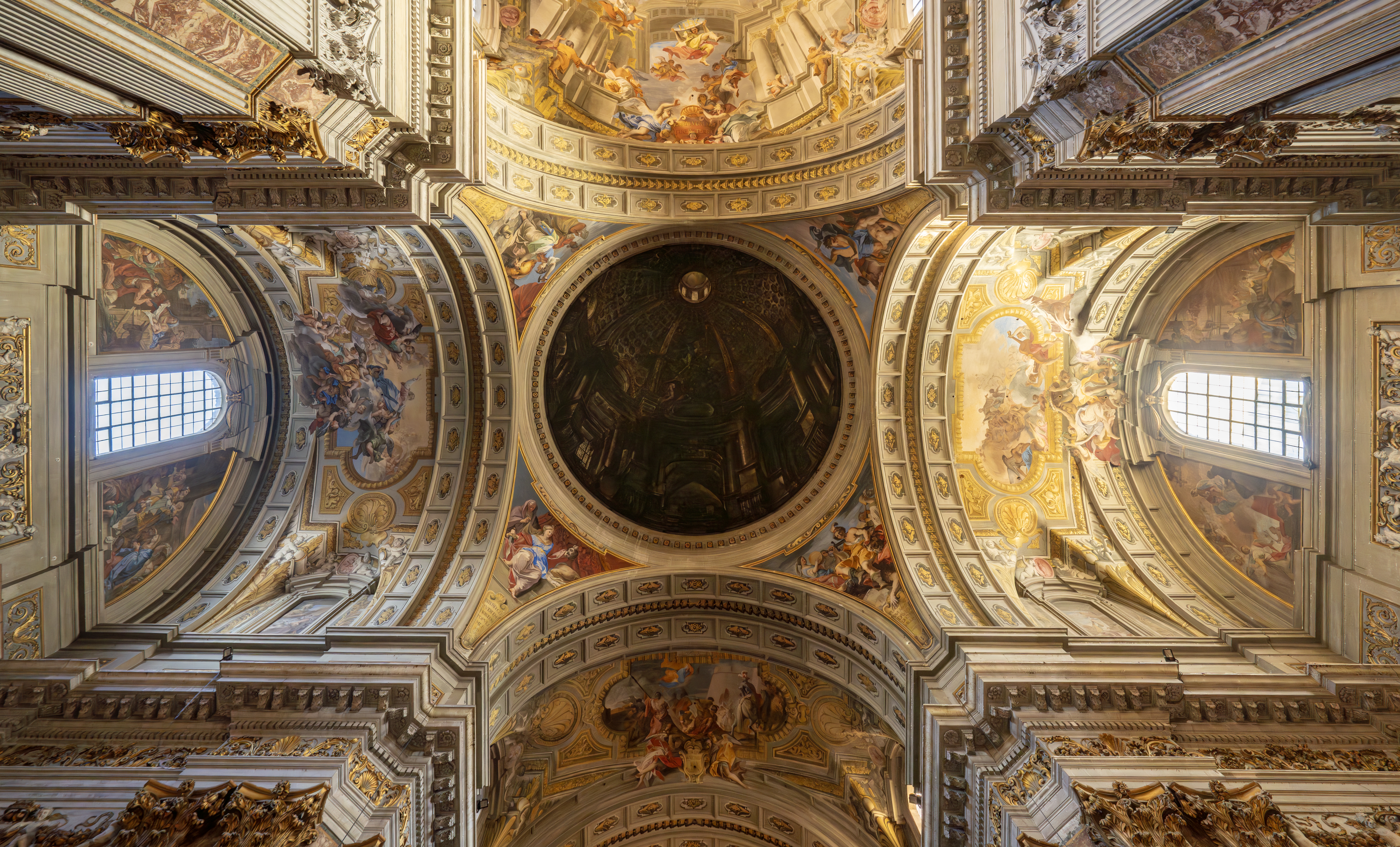
聖イグナチオ・ディ・ロヨラ教会の天井画。クーポラのように見えるが実際は絵（アンドレア・ポッツォ、1685年）

クアドラトゥーラ（quadratura）とは、17世紀に生まれた遠近法の技法を用いて描かれた天井画で、錯視を利用して平坦な天井を立体的に見せた。ここではそれに近いdi sotto in sùとともに、イリュージョニスティックな天井画（illusionistic ceiling painting）として説明する。
イリュージョニスティックな天井画はルネサンス、バロック、ロココ美術の伝統的技法である。トロンプ・ルイユ、透視投影といった空間効果を駆使して、天井に（後に応用してドームの凹部にも）3次元空間、あるいはそこにはない2次元空間があるように、下から見上げる人々に錯覚させた。アンドレア・マンテーニャの夫婦の間のオクルスに描かれた青空や、アンドレア・ポッツォが聖イグナチオ・ディ・ロヨラ教会に描いたフレスコ画のクーポラなどがその代表的なものである。

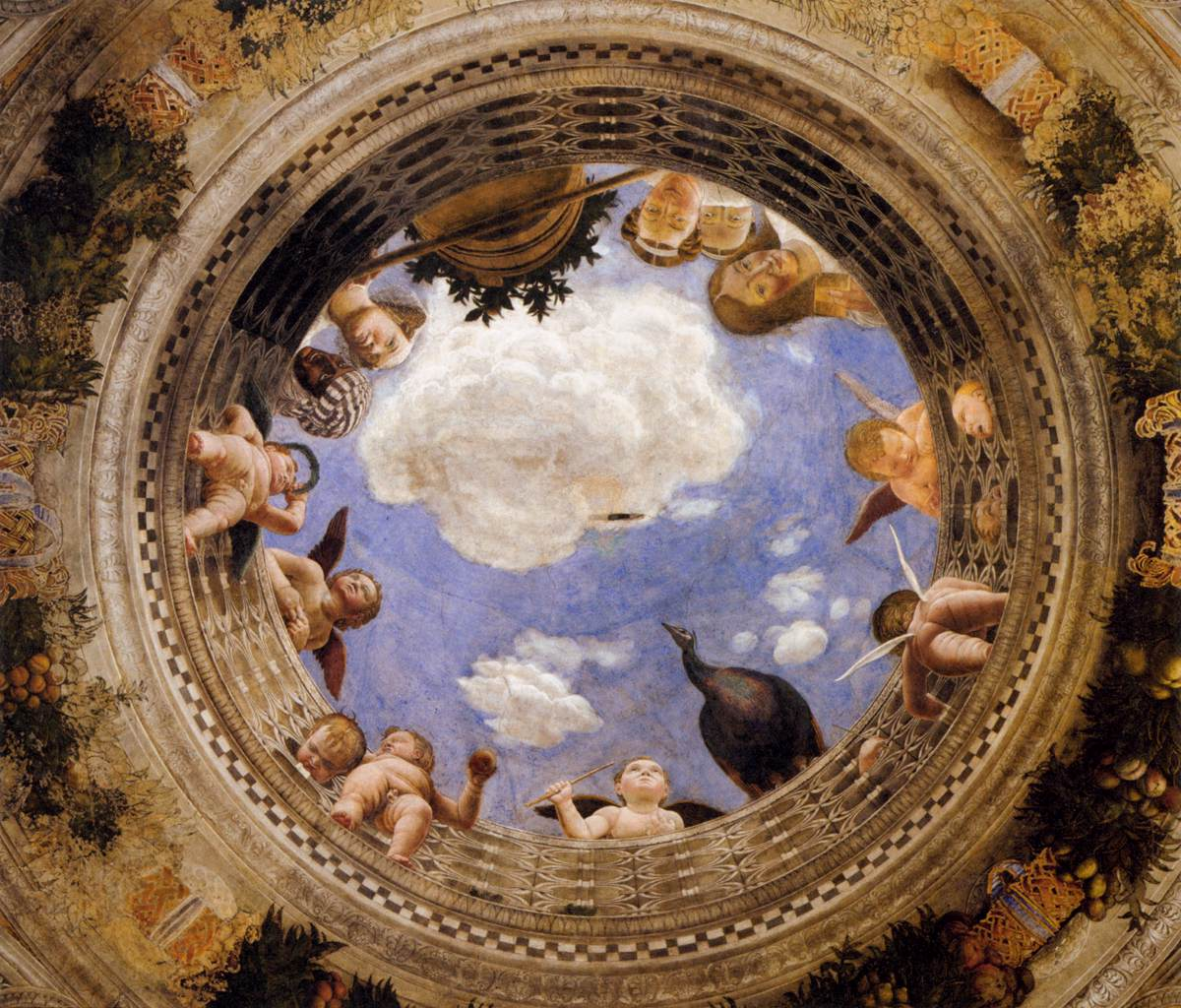
アンドレア・マンテーニャによる「ディ・ソット・イン・スー (di sotto in sù)」（真下から見上げる）フレスコ天井画。マントヴァのドゥカーレ宮殿、夫婦の間。

## Di sotto in sù
Di sotto in sù とはイタリア語で「下から見る」「下から上」という意味である。Di sotto in sù はイタリア・ルネサンス絵画のクワトロチェント後期に発展した。著名なものは、前述したアンドレア・マンテーニャの夫婦の間と、メロッツォ・ダ・フォルリのフレスコ画。この技法は後の画家たちにも影響を与え、prospettiva melozziana（メロッツォの遠近法）と呼ばれた。コレッジョはパルマ大聖堂でこの技法を用い、それは壮大で華麗なバロック建築につながった。
この技法は奥行きを縮めた人物や建築上の消失点を用いることが多かった。

## クアドラトゥーラ
17世紀に生まれ、バロック画家たちが用いた。「他のトロンプ・ルイユ技法やDi sotto in sùの装飾は、騙すための技術に頼ることが多かったが、クアドラトゥーラは17世紀の遠近法および建築空間表現の理論と直接結びついている」。画家たちは平天井または半円筒天井に実際の建築から続いているように見せかけの建築を一点透視図法で描いた。人物の極端な短縮法、彩色された壁と柱が深いくぼみや天体、青空の錯覚を生み出した。天井に描かれた絵は壁龕の彫像や穿たれた穴から覗く青空を装った。
クアドラトゥーラはアナモルフォーシスのような他の画法にも用いられている。

## 代表的な画家や作品
- アンドレア・ポッツォ - 聖イグナチオ・ディ・ロヨラ教会（英語版）、ウィーンのイエズス会教会。ボッツォには「画家と建築家のための遠近法」（1693年 - 1700年）という著作がある。
- ポーランドのHoly Cross Church
- ピエトロ・ダ・コルトーナ - パラッツォ・バルベリーニ
- ジョヴァンニ・バッティスタ・ティエポロ - カ・レッツォーニコ、ピサニ邸国立博物館（英語版）、マドリード王宮
- パオロ・ヴェロネーゼ - ヴィラ・アルメリコ・カプラ（ヴィチェンツァ）
- バルダッサーレ・ペルッツィ - ヴィラ・ファルネジーナ（ローマ）

## ギャラリー

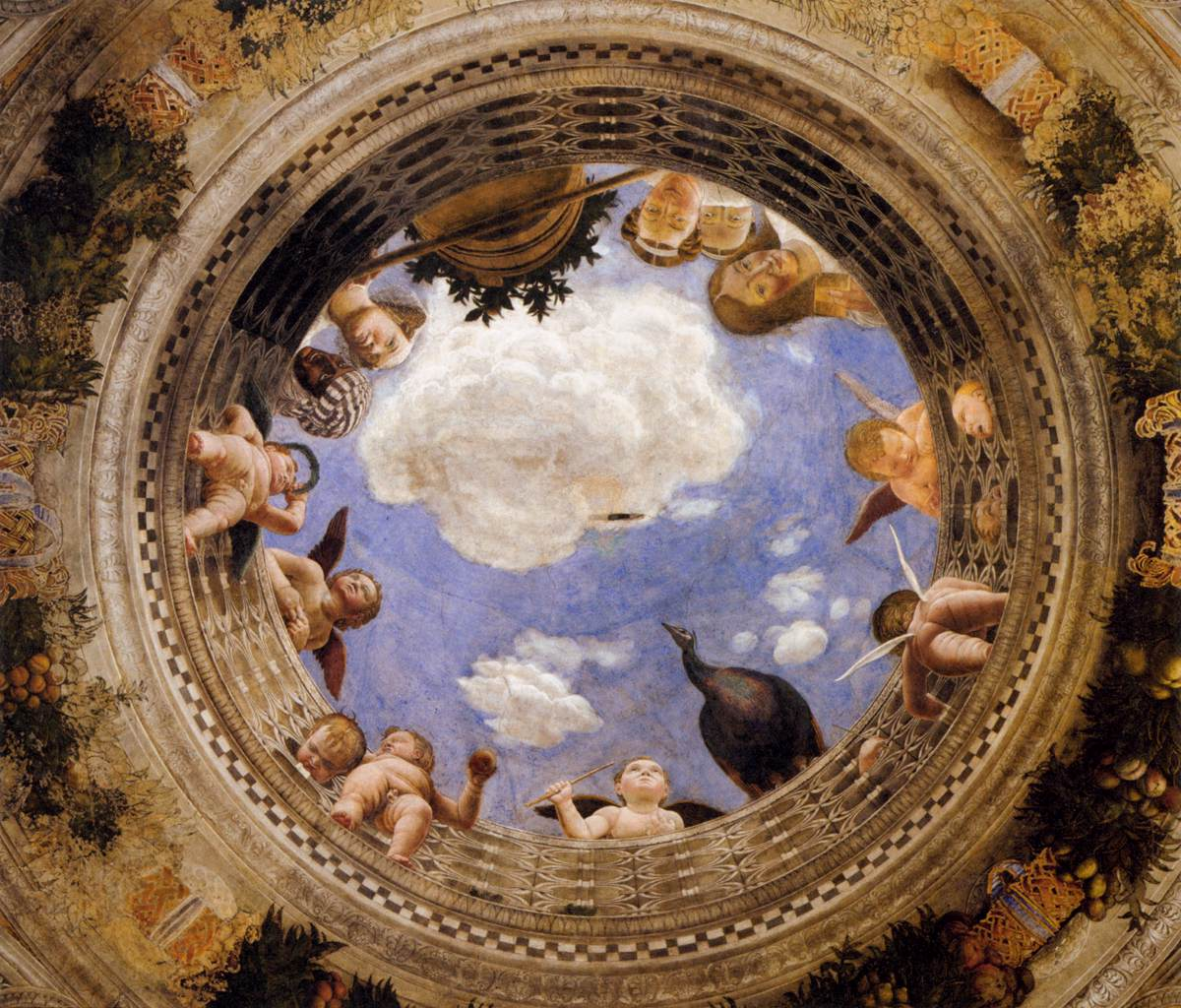
アンドレア・マンテーニャの夫婦の間
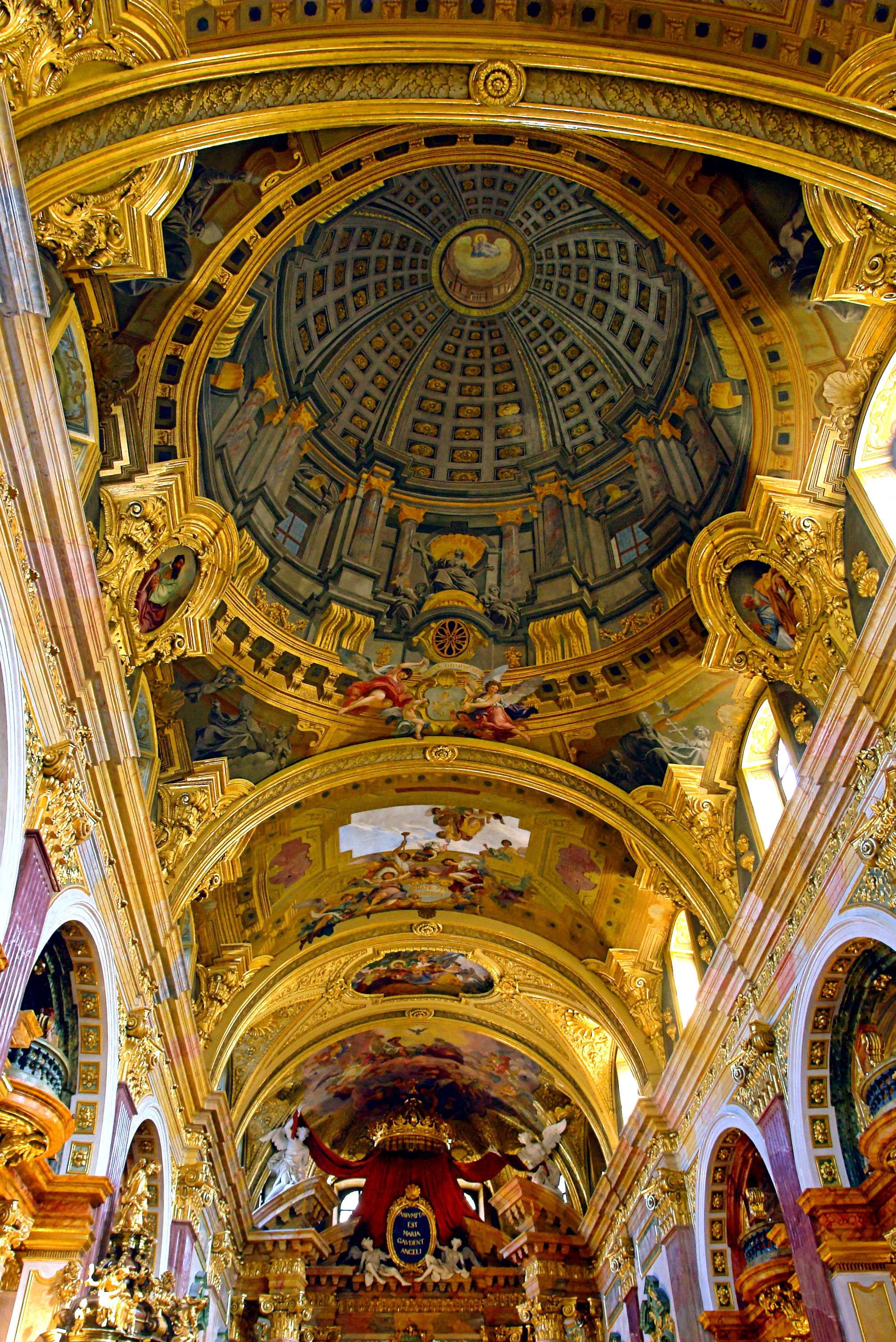
ウィーンのイエズス会教会(アンドレア・ポッツォ、1703年)
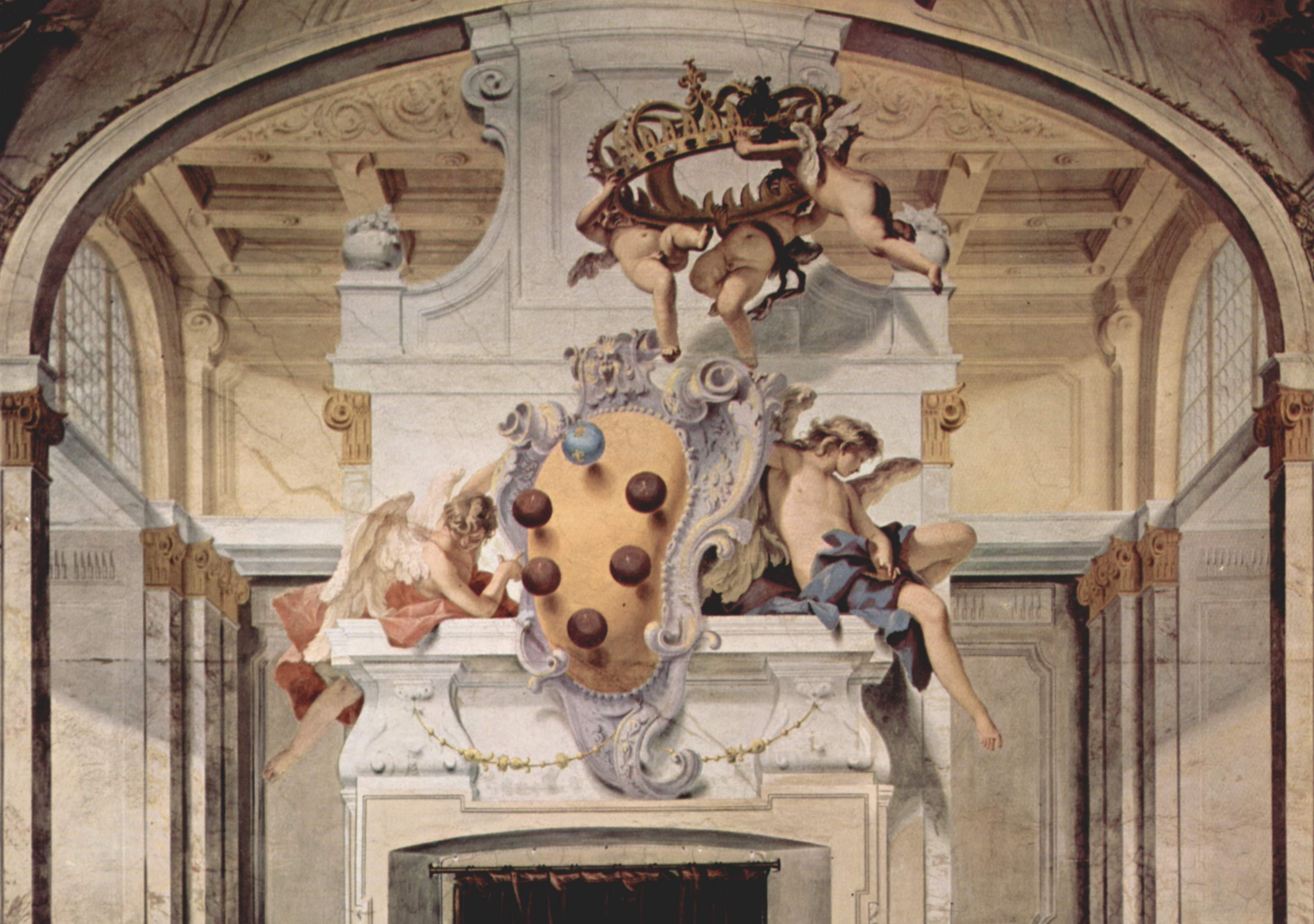
ピッティ宮殿(セバスティアーノ・リッチ、1706年 -1708年)